# Anna Dmitrijewna Radlowa
Anna Dmitrijewna Radlowa (russisch Анна Дмитриевна Радлова; *  16. Februar 1891 in Sankt Petersburg; † 23. Februar 1949 in Schtscherbakow) war eine russische Dichterin und Dramatikerin. In der Zeit zwischen dem Ersten und Zweiten Weltkrieg gehörte sie zur künstlerischen Avantgarde. Sie übersetzte auch Theaterstücke für Inszenierungen ihres Mannes Sergei Radlow.
Beide gelangten im Zweiten Weltkrieg aus dem von der Wehrmacht eroberten Nordkaukasus nach Deutschland. Sie wurden nach Kriegsende der Kollaboration mit dem Feind bezichtigt und in ein Straflager deportiert, wo Radlowa 1949 starb. Erst nach der politischen Wende im Jahr 1997 erschien eine Ausgabe ihrer Werke.

## Werke (Auswahl)
- Крылатый гость (Der Flügelgast). Petersburg, Berlin, 1922. (Aus dem Russischen von Alexander Nitzberg, zweisprachige Ausgabe zusammen mit Das Schiff der Gottesmutter, Russisch und Deutsch. Dornach, Die Pforte, 2006, ISBN 978-3-85636-161-7)
- Богородицын корабль (Das Schiff der Gottesmutter). Petersburg, Berlin,  1923. (Aus dem Russischen von Alexander Nitzberg, zweisprachige Ausgabe zusammen mit Der Flügelgast, Russisch und Deutsch. Dornach, Die Pforte, 2006, ISBN 978-3-85636-161-7)
- Tatarinowa. Die Prophetin von St. Petersburg. Aus dem Russischen von Daniel Jurjew. Herausgegeben von Olga Martynova und Oleg Jurjew. Weidle Verlag, 2015 [1931]